# Stenotsivoka remipes
Stenotsivoka remipes là một loài bọ cánh cứng trong họ Cerambycidae.